# Dareios II.
Dareios II. (staropersky 𐎭𐎠𐎼𐎹𐎺𐎢𐏁 – Dárajavauš) byl perský velkokrál z rodu Achaimenovců vládnoucí v letech 423–404 př. n. l. Byl jedním ze sedmnácti levobočků Artaxerxa I. (465–424) a současně panovníkem, za něhož došlo k úpadku centrální vlády v říši. Datum jeho narození není známo, ví se jen, že před nástupem na trůn zastával funkci satrapy Hyrkánie. Jeho matkou byla podle Ktésia Babylóňanka Kosmartidéné, on sám se původně jmenoval Óchos (staropersky Vahuka).

## Nástup na trůn
Aby se Dareios dostal k moci, musel odstranit dalšího Artaxerxova levobočka Sogdiana (Sekydiana), který vládl říši po zavraždění legitimního krále Xerxa II. Podařilo se mu to hlavně proto, že získal na svou stranu velitele jezdectva Arbaria, satrapu Egypta Arxana a vlivného eunucha Artoxara, oblíbence Artaxerxa I. Sogdianos, který se ocitl v zoufalém postavení, se nakonec vzdal pod podmínkou, že bude ušetřen jeho život, Dareios ho však dal přesto později zavraždit. Soudí se, že změna vlády proběhla někdy na počátku roku 423.

## Vzpoury satrapů
Dareiova vláda se vyznačovala hašteřivostí uvnitř královské rodiny, vzestupem moci eunuchů a rozsáhlými intrikami u dvora, v jejichž centru stála královna Parysatis, dle mnohých skutečná panovnice Persie. Také odstředivé tendence v okrajových územích nabývaly na intenzitě, což se projevovalo především vzpourami jednotlivých satrapů. První zorganizoval již na samém počátku Dareiovi vlády Artyfios, syn Megabyzův, a zúčastnil se jí i další králův bratr Arsités. Oba byli poraženi vojevůdcem Artasyrem, a třebaže jim král přislíbil život, na radu Parysatidy byli postupně zlikvidováni.
V následujících letech sice v říši zavládl relativni klid, ale již krátce před rokem 413 se opakoval tentýž scénář: Dareiovi vypověděl poslušnost sardský satrapa Pissuthnés, opírající se hlavně o řecké žoldnéře. Královští vojevůdci Tissafenés, Spithradatés a Parmisés vyřešili nebezpečnou situaci tak, že Řeky podplatili a Pissuthna zajali. Život sardského satrapy pak skončil na popravišti.

## Politika vůči Řekům
Vůči Řekům za hranicemi říše uplatňoval Dareios II. kolísavý postoj, v zásadě však podporoval Spartu. Především díky perským penězům vyhrála nakonec Sparta peloponnéskou válku, konflikt, který od třicátých let zaměstnával evropské Řeky. Podpora partikularismu mezi řeckými městskými státy se stala od dob Dareia II. hlavní náplní perské politiky, protože to králi králů umožňovalo vstupovat do sporů jako arbitr a udržovat si prostor k manévrování. Sám Dareios svou politikou docílil toho, že roku 411 uznali Lakedaimoňané svrchovanost říše nad Malou Asií, což bylo pro Achaimenovce životně důležité.

## Závěr vlády
Po roce 410 otřásla říší nejprve vzpoura v Médii a krátce nato došlo k násilnostem na královském dvoře, vrcholícím popravou Dareiova švagra Terituchma a většiny jeho příbuzných. Parysatidin oblíbený syn Kýros (Mladší) byl současně jmenován satrapou Lýdie, Frýgie a Kappadokie a vrchním velitelem všech vojsk na západě, což vytvořilo podmínky pro občanskou válku po Dareiově smrti.
Když v roce 405 Dareios onemocněl na výpravě proti Karduchům, zařídila Parysatis, aby k němu byl ihned povolán syn Kýros. Jejím úmyslem bylo patrně zajistit mu trůn, ale v tomto směru úspěchu nedosáhla. Nástupcem krále, který zemřel asi na jaře 404 v Babylóně, se stal jeho syn Arsikás pod jménem Artaxerxés II.